# 핀란드 사회민주당 제5차 당대회

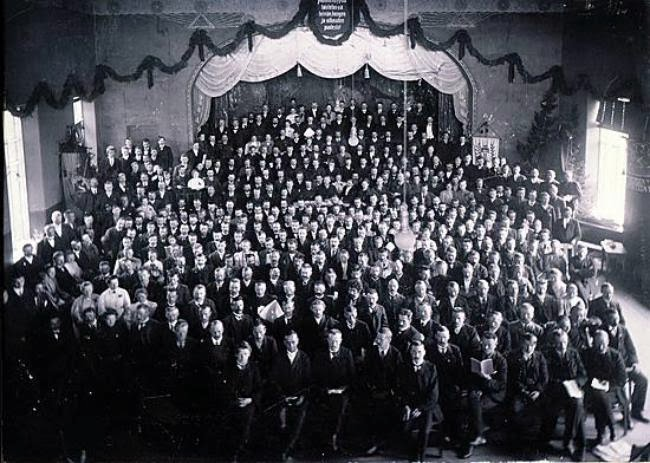

핀란드 사회민주당 제5차 당대회(핀란드어: Suomen Sosialidemokraattisen puolueen 5. puoluekokous)는 1906년 8월 20일–8월 27일 오울루의 노동자회관에서 개최되었다. 이 대회에서 핀란드 사회민주당은 무장봉기 노선을 포기하고 이듬해인 1907년 봄에 예정된 선거에 참여해 의회 장내 투쟁을 할 것을 결정했다. 이 결정 자체는 만장일치로 결정되었으나, 젊은 당내 좌파들은 그 뒤로도 한동안 몰래 회동하며 지하조직을 잠시나마 더 유지했다.
1905년 총파업으로 인한 의회개혁, 그리고 1906년 7월 말 8월 초에 벌어졌던 비아포리 반란의 실패가 오울루 대회의 배경이었다. 총파업으로 인해 러시아 황제 니콜라이 2세는 제1차 러시아화 동화정책 당시 박탈되었던 핀란드의 민권을 복원시켰고, 오울루 대회 한 달 전에는 보다 민주적인 방식의 선거제도 개혁이 이루어졌다. 한편 비아포리 반란의 실패는 제1차 적위대와 관련된 사람들의 축출을 의미했다. 대회에서는 젊은 급진파들과 고참 온건파들 사이의 논쟁이 있었다.:280

## 개요

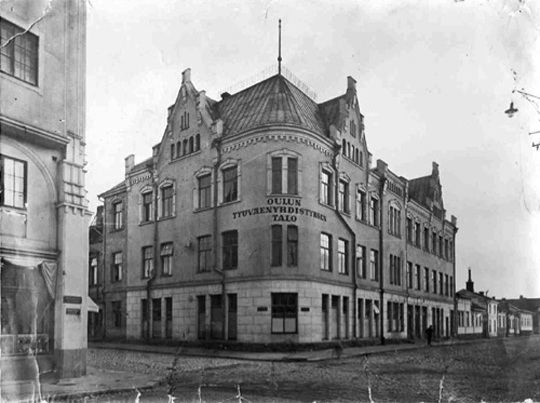
오울루 노동자회관.

오울루는 포르사 대회의 원래 개최 예정 장소였다. 하지만 당시 오울루 노동자회관이 공사 중이었기에 포르사로 장소가 변경되었었다. 1905년 총파업 이후 핀란드 사회민주당은 1905년 11월 탐페레에서 긴급 회동을 한 바 있으나, 정식 당대회로서 총파업 이후 최초는 오울루 대회였다. 또한 총파업으로 인해 집회, 결사의 자유의 제한이 철폐된 이후 열린 최초의 대회이기도 했다. 이 자유화 조치와 총파업의 열기는 사회민주당 당원의 증가로 나타났다. 1905년 말엽에 사회민주당우너 수는 45,000 여명이었으나 오울루 대회 즈음에는 그 수가 두 배 정도로 불어나 있었다. 또한 사회민주당에 가맹한 노동조합의 수도 1905년의 177개에서 1906년 말에 937개로 급증했다. 1903년 포르사 대회에서는 불과 53개 노동자협회만 참여했지만 1906년 오울루에서는 400개에 가까운 협회들이 참여했다.
노동자협회들 뿐 아니라 학생사회민주협회, 당보들의 편집진, 통신노동동맹, 항만노조, 철도노조, 국민위병, 제1차 소농총회 중앙위 등에서도 대표자들이 참여했고, 옆동네 스웨덴에서도 스웨덴 노동조합연합 주석 헤르만 린드크비스트, 사회민주노동당 당서기 칼 구스타프 비크만, 하파란다 노동자협회 대표들이 참석했다.:19-20
대회 개회사는 오울루의 언론인 칼레 해맬래이넨이 진행했고, 뒤이어 위리외 시롤라가 스웨덴에서 온 내빈들을 환영했다. 또한 비크만의 축하 연설을 시롤라가 핀란드어로 통역했다. 시롤라와 타비 타이니오, 에밀 페르틸래가 대회 의장으로 선출되었고 미코 우오티넨이 서기를 맡았다. 대회에서 논의된 의제는 국민위병의 해산 문제, 전국조직 문제, 그리고 선거와 강령 문제 등이었다.:21–26. 또한 5월 1일 노동절을 전국적인 노동자 집회일로 만들기가 공식 방침화되었다. 직업노동운동과 정치운동의 분리 역시 오울루에서 확정되었는데, 이는 한 해 전 노총 설립을 계획한 것이 재확인된 것이었다. 이에 따라 노동조합 관련 업무가 모두 마티 파시부오리에게 이관되었다. 그리고 토요일 저녁에 히에타섬에서 열린 오울루 노동자극장 행사에 관한 이야기도 논의되었다.:35 이 행사에 러시아 당국이 500여명의 병력을 보내왔었다. 당시 스웨덴계 보수신문 『후부드스타드스블라데트』는 전국 각지에서 오울루에 모인 노동자 대표 200-300여명이 세이내요키 철도역에서 무전취식을 했다고 비난하는 기사를 썼는데, 사민당 위원회에서 이 문제를 분명히 조사하라는 명령이 내려졌다.:358

## 당내 노선정리
오울루 당대회가 진행되던 당시, 사민당은 부르주아 정당들과의 협력을 모색하는 온건파와 계급투쟁에 골몰하고자 하는 급진파로 나뉘어 있었다. 헬싱키와 비푸리를 제외한 도시들(탐페레, 투르쿠 등)의 노조들은 협력에 우호적이었고 다양한 제도문제에 관한 협력 준비를 하고 있었다. 한편 헬싱키, 비푸리 두 대도시와 농촌지역 노조들은 "순수계급투쟁"을 주장하며 부르주아 정당들과의 협력 없이 노동계급만의 힘으로 변혁을 노동자들의 환경을 개선시킬 수 있다는 의견이 우세했다. 이 노선분쟁 외에도 혁명주의자나 무정부주의자들이 노동조합에 영향을 끼치고 있는 문제도 있었다.
이미 1905년 11월 열린 특별 당대회에서 향후 있을 의회선거에 대비해 노선을 정리하기 위해 중앙당을 투르쿠에서 수도 헬싱키로 옮기기로 결정이 되었다. 또한 총파업을 전후해 젊은 사회주의자들(11월 사회주의자)이 사민당에 입당하는 것도 소위 "헬싱키 노선"에 의해 결정되었다. 이 젊은이들 중 하나였던 위리외 시롤라가 오울루 당대회 공동의장 중 한 명이었고, 그들은 자기들의 지도자 격인 에드바르드 발파스해니넨을 제5대 당주석으로 올리는 데 성공했다. 이로써 부르주아들과의 협조를 주장하는 노선은 더욱 약화되었고, 결국 오울루 당대회에서 그런 협력노선의 공식적 거부가 확정되었다. 이것은 러시아 황제로부터 핀란드의 주권을 수호하기 위한 것이라고도 여겨졌다. 예컨대 오토 빌레 쿠시넨은 핀란드 부르주아들과 러시아 제국의 이해가 궁극적으로 일치한다고 생각했다.
전국조직을 개편한 것 역시 노선정리에 도움이 되었다. 과거의 당집행부 체제는 당평의회와 당위원회 체제로 대체되었고, 기존의 지구당에 선거구별, 지방별 당조직이 만들어짐으로써 피라미드 구조가 강화되었다. 이것은 당 지도부에 영향을 미칠 수 있는 요소가 정파와 지구당 외에 더 생겨난 것으로써, 지도부의 권력이 이전보다 약화된 것을 의미했다.:283-284

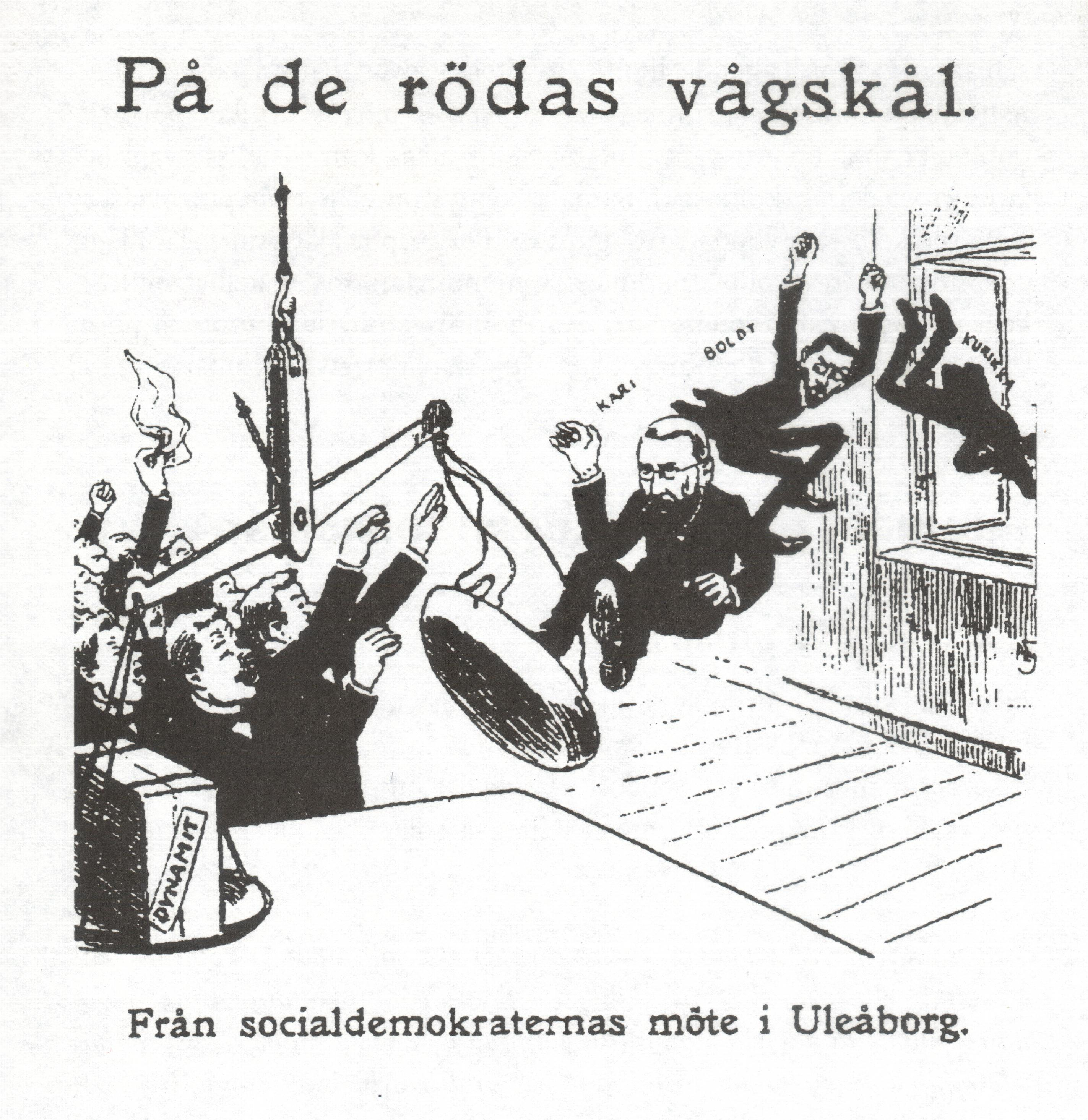
오울루 대회에서 유호 퀴외스티 카리, 장 볼트, 마티 쿠리카 등이 제명당한 것을 풍자한 우파언론 『퓌렌』의 만평(알렉스 페데를레위 그림). 이들 고참들을 쫓아낸 대신 사민당이 얻게 된 것이 다이너마이트 상자라고 표현해 놓았다.

노선정리에는 인적분쟁이 수반되었는데, 대표적인 문제가 유호 퀴외스티 카리와 마티 쿠리카였다.
총파업 이후 카리는 부르주아 호헌파 위주의 메켈린 원로원에 입각했는데 이것이 문제시되었다. 카리의 변호자들은 카리의 입각은 개인 자격으로 행한 것이지 사민당이 당 차원에서 호헌파에게 협력한 것이 아니라고 주장했다. 카리 본인은 당집행부가 자신의 입각을 허락한 줄 알았다고 논했다.:262 논쟁 이후 카리의 처분이 당위원회에 회부되었고 카리의 제명이 결정되었다.:188, 469–470
쿠리카는 공상적 사회주의자였다. 북미에 갔다온 뒤 그는 노동운동계에 영향을 미치려 했고, 쇠르내이넨 노동자협회의 대표자로서 당대회에 참여했다. 하지만 당위원회는 쿠리카를 해당행위자로 판단했다. 이것은 당의 이념적 성향을 균질하게 만들기 위한 시도였다. 투표 결과 쿠리카의 편을 든 것은 불과 29명이었다. 쿠리카는 쫓겨나기 전에 제 발로 나가겠다며 사임하고 대회장을 나갔다.:36–64
한편 헬싱키 적위대 대장 장 볼트도 제명되었다. 실패로 돌아간 비아포리 반란의 책임을 물어서였다. 볼트에게는 발언기회도 주어지지 않았고, 10분간 산회한 뒤 대회장에서 내보내졌다.:95–96.

## 적위대 청산

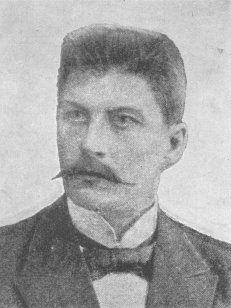
에투 살린.

불과 한 달여 전에 벌어진 비아포리 반란은 오울루 당대회에 확실히 큰 영향을 미쳤다. 당시 반란에는 헬싱키 적위대가 참여했고, 적위대 총사령 요한 코크는 반란 지지를 위한 총파업을 주문했다. 코크가 사민당원이긴 했으나 이것은 어디까지나 비밀리에 준비된 것으로서 사민당 지도부는 뒤에서 이런 일이 벌어지는지 전혀 모르고 있었다. 반란이 분쇄된 뒤 개최된 오울루 당대회에서 결국 이 문제, 즉 의회주의 노선이냐 무장투쟁 노선이냐 문제가 중요 쟁점이 되었다. 포리 노동자협회의 에투 살린이 당은 “공격적”이 되어야 하지만 그것은 순수하게 사회민주주의적 수단을 통해서만 공격적이어야 한다고 논했다.:280–282. 살린의 의견은 고참 노동운동가들에게 특히 지지를 받았다. 비아포리 반란이 처절한 실패로 끝난지라 폭력투쟁 옹호자이자 본인도 적위대 대원이었던 아우구스트 리사넨조차 여기에 동의할 수밖에 없었다. 하지만 젊은 당원들은 무장투쟁의 가능성을 열어두고 싶어했다.
폭력노선, 무장투쟁에 대한 전반적인 부정적인 분위기는 총파업으로 얻어낸 의회개혁을 러시아 당국이 분탕놓지 않았다는 점에 우선적으로 기인했다. 하지만 이후 차기 당주석으로 선출된 발파스해니넨을 비롯한 몇몇 대표자들은 총파업 때와 같은 일이 또 생길지 모르니 준군사조직적 역량을 유지하기를 원했다. 또한 학생사회민주협회 대표자 세베리 알라네는 노동계급이 무정부주의자들에게 장악되는 것을 막기 위해서라도 기율 있는 조직의 유지가 필요하다고 주장했다. 알라네는 1906년 6월의 오스카르 게페르트 피살사건이나 비아포리 반란이 그런 무정부적 성향의 표출이었다고 해석했다.:241
이런 다양한 의견이 오갔음에도, 투표 결과 의회에 집중하는 것이 만장일치 결정되었다. 그러나 이것은 의회활동의 중요성을 강조한 것일 뿐 구체적으로 어느 노선을 확정적으로 결정한 것은 아니었다. 게다가 법무위원회는 부르주아 정당들은 연대 대상이 아니라고 못박았다. 또한 사민당은 국민주권 수호를 위한 병역의 가능성을 긍정하며 절대적 평화주의를 포기했다. 청년 사회주의자들은 이것을 사회주의 이상의 배반이라고 여겼다.:280-282 청년 사회주의자들 사이에서는 쿠시넨이 개발한 이중전략이 거의 총의에 이르고 있었다. 의회활동이 우선적으로 중요한 제1활동이기는 하나, 러시아의 지배를 언제든지 무력으로 뒤엎을 준비도 하고 있어야 한다는 것이 쿠시넨의 논리였다.
국민위병(제1차 적위대) 조직의 정리는 비아포리 반란과 연계되었던 하카니에미 폭동이 여러 건의 사망자를 발생시켰다는 데서 기인했다. 이 폭동의 결과 원로원은 국민위병과 시민위병(백위대)을 모두 금지시켰다. 당연히 오울루 당대회에서도 이 문제가 논의되었다. 적위대는 그 치안유지 능력에 있어서 경찰보다 차라리 나았다는 점(예컨대 퀴멘락소에서 특히 그랬다)에 관하여 변호를 받았다. 적위대를 자율소방대나 체육동호회로 전환시키자는 의견들도 있었다. 하지만 적위대때문에 노동조합이 능동저항당이나 무력동맹과 연루될 수 있다는 것은 걱정거리였다.:331. 게다가 원로원이 적위대 활동을 금지시킨 마당에 적위대를 유지시켜 봤자 그 활동은 지하비밀활동이 될 수밖에 없는데 이것은 노동운동과는 맞지 않는 것으로 여겨졌다.:280–282. 결국 당위원회는 적위대를 해산하기로 했고, 만장일치의 지지를 받았다. 적위대를 대표해 당대회에 참석한 유시 투오미넨 역시 아쉬워하기는 했으나 해산에 찬성했다.:394–395. 적위대의 해산은 무장투쟁 준군사조직이 노동운동의 하위부문으로서 포기되었다는 것을 의미했다.:280–282.

## 선거 공약
이듬해 봄으로 예정된 초대 의회선거에서 내세울 정견 역시 오울루 대회에서 결정되었다. 투표권 확대 외에도 지방선거 선거권, 소작법 개정, 노동안전법 제정, 장애보험과 노령보험, 점진적 증세, 의무교육과 양성평등을 공약으로 결정했다.

## 지도부 선출

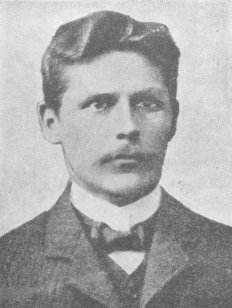
제5대 당주석 에드바르드 발파스.

대회 마지막 날인 8월 26일 일요일에 제6기 지도부 선거가 진행되었다. 에드바르드 발파스가 269표를 받아 새 당주석으로 선출되었다. 부주석에는 알렉산테리 얘르벤패, 당서기에 위리외 시롤라, 그리고 미나 실란패와 오스카르 요한손이 위원에 선출되었다. 하지만 시롤라는 당서기 취임을 고사하고, 전임 당서기 마티 투르키아가 유임되었다.:486-487

## 지하조직의 일시적 유지
청년 사회주의자들은 당대회장에서는 준군사조직 폐지에 찬성표를 던졌지만, 뒤로는 튀욀래삭티비스미 참여자들과 짜고 지하무장조직을 계속 굴릴 생각을 했다. 여기에 작당한 자들은 배이뇌 부올리요키, 술로 부올리요키, 티모 코르피마, 레오 라우키 등 튀욀래삭티비스미 선배들에게 영향을 받은 인물들이었다. 그들은 핀란드 노동운동이 러시아에서 혁명이 일어날 경우를 대비해야 하다고 여겼고, 그리함으로써 핀란드의 자치권을 지킬 수 있을 뿐 아니라 민주주의 발전도 담보할 수 있다고 판단했다. 폭력투쟁에 있어서 그들은 러시아의 무정부주의 이론가 표트르 크로폿킨과(그 전 해에 『빵의 쟁취』가 핀란드어로 번역되었다) 스웨덴 사회민주노동당의 힌케 베르게그렌의 노선을 따랐다. 그러나 9월이 되면 이들의 작당을 다른 당원들도 눈치채게 되었다. 분란이 발생하고, 위리외 매켈린과 쾨시 린드스트룀이 탐페레 노동자협회에서 이탈했다. 매켈린은 동시에 『칸산 레흐티』 주석직에서도 물러났다. 위리외 시롤라는 청년 사회주의자들의 심정을 이해하고 그것을 설명하려 했으나 매켈린, 린드스트룀, 타이니오, 살린 등은 선거운동에 집중하기를 원했고 시롤라의 변호를 받아들이기 거부했다.